# Croscherichia bedeli
Croscherichia bedeli là một loài bọ cánh cứng trong họ Meloidae. Loài này được Bleuse miêu tả khoa học năm 1899.